# Kumaragupta II
Kumaragupta II, död 476, var en indisk monark. Han var regerande monark av Guptariket mellan 473 och 476.